# ゼム (2021年のテレビドラマ)
ゼム(Them)は、アメリカ合衆国のホラードラマ。リトル・マーヴィンが制作し、レナ・ワイテが製作総指揮を務めた。2021年4月9日にPrime Videoでプレミア上映された後、Rotten Tomatoesで62％のスコアを獲得するなど賛否両論の評価を得た。
2021年7月には、日本語吹き替え版が配信される予定である。

## あらすじ
1950年、ノースカロライナ州から黒人一家のエモリー家がカリフォルニア州のサウスコンプトンに移住する。
エモリー一家は元より住んでいた白人達に陰惨な差別を受け、追い詰められる日々を過ごす。しかし、彼らの前に得体の知れない幻影が現れ、幻影に狂わされた彼らは白人の住民にも影響を及ぼす事件に発展する。

## 登場人物

### シーズン1

#### メイン
ラッキー・エモリー
演 - デボラ・アリヨンデ/声 - 藤貴子
元教師。かつてチェスターという長男がいたが白人に惨殺された過去を持つ。
ヘンリー・エモリー
演 - アシュレイ・トーマス/声 - 田村真
ラッキーの夫。技術者。
ベティ・ウェンデル
演 - アリソン・ピル/声 - 桑島法子
コンプトンの住人の一人。住人の中でも特にエモリー一家に対し強い差別をする。
富豪の令嬢だが、とある理由により実家を避けている。
ルビー・エモリー
演 - シャハディ・ライト・ジョセフ/声 - 島田愛野
ラッキーとヘンリーの長女。自らが黒人であることに悩む。
グレーシー・エモリー
演 - メロディ・ハード/声 - 久野美咲
ラッキーとヘンリーの次女。
ジョージ・ベル
演 - ライアン・クワンテン
朝鮮戦争の退役兵で牛乳配達員。ベティに好意を持つ。

#### リカーリング
女性
演 - デイル・ディッキー/声 - 真山亜子
神父
演 - クリストファー・ハイアーダール
転居してきたエモリー一家に様々な姿で近づく謎の存在。
マーティ・ディクソン
演 - パット・ヒーリー
コンプトンの住人の一人。ベティと同じく黒人に差別的な言動を取る。
クラーク・ウェンデル
演 - リアム・マッキンタイア/声 - 川島得愛
ベティの夫。実は同性愛者。
タップダンス・マン
演 - Jeremiah Birkett
神父がヘンリーに見せる幻影。ヘンリーの白人への憎悪を駆り立てる。
ブル・ウィートリー警部補
演 - Derek Phillips
コンプトンの警察官。エモリー一家の排除には消極的。
ヘイゼル・エモリー
演 - Paula Jai Parker
ラッキーの従姉妹。
ナット・ディクソン
演 - アビー・コブ/声 - 木村香央里

### シーズン2

#### メイン
ドーン・リーブ刑事
演 - デボラ・アヨリンデ/声 - 藤貴子
アテナ・リーブ
演 - パム・グリア/声 - 西宏子
エドマンド・ゲインズ
演 - ルーク・ジェームズ/声 - 最上嗣生
ロナルド・マッキニー刑事役
演 - ジェレミー・ボブ/声 - 斉藤次郎

#### リカーリング
ケルヴィン
演 - マルコム・M・メイズ/声 - 塩尻浩規
シフ課長
演 - ウェイン・ナイト/声 - 石住昭彦
ホアキン・ディアス刑事
演 - カリト・オリベロ/声 - バトリ勝悟
ステラ
演 - スーザン・ウッド/声 - 木村香央里

## エピソード

### シーズン1 (2021)
| 通算 話数 | タイトル                     | 監督                             | 脚本                                                            | 公開日       |
| --------- | ---------------------------- | -------------------------------- | --------------------------------------------------------------- | ------------ |
| 1         | "1日目" "DAY 1"              | ネルソン・クレッグ               | リトル・マーヴィン                                              | 2021年4月9日 |
| 2         | "3日目" "DAY 3"              | ネルソン・クレッグ               | David Matthews & リトル・マーヴィン                             | 2021年4月9日 |
| 3         | "4日目" "DAY 4"              | ダニエル・スタム                 | Francine Volpe                                                  | 2021年4月9日 |
| 4         | "6日目" "DAY 6"              | ネルソン・クレッグ               | Seth Zvi Rosenfeld                                              | 2021年4月9日 |
| 5         | "契約Ⅰ" "COVENANT I."        | Janicza Bravo                    | ネルソン・クレッグ & Dominic Orlando                            | 2021年4月9日 |
| 6         | "7日目: 朝" "DAY 7: MORNING" | クレイグ・ウィリアム・マクニール | Christina Ham                                                   | 2021年4月9日 |
| 7         | "7日目: 夜" "DAY 7: NIGHT"   | タイ・ウエスト                   | David Matthews                                                  | 2021年4月9日 |
| 8         | "9日目" "DAY 9"              | ネルソン・クレッグ               | 原案 : Francine Volpe 脚本 : Francine Volpe and Dominic Orlando | 2021年4月9日 |
| 9         | "契約Ⅱ" "COVENANT II."       | クレイグ・ウィリアム・マクニール | Dominic Orlando                                                 | 2021年4月9日 |
| 10        | "10日目" "DAY 10"            | タイ・ウエスト                   | リトル・マーヴィン                                              | 2021年4月9日 |